# 守诚者
《守诚者》，前名《守城者》，是一部2025年的中国大陆及香港合拍网络剧。此剧原为庆祝香港回归二十五周年（2022年）的献礼剧，以香港警隊為題材，在2021年备案，但未有拍成，2023年重新開拍，在2025年首播，并与爱奇艺平台及TVB Anywhere平台播出。

## 背景
本劇初名《守城者》，由紫荆文化集团有限公司、北京爱奇艺科技有限公司和北京春秋鸿文化投资股份有限公司出品，爱奇艺奇佳戏剧工作室、香港联艺机构联合出品及制作，定位为庆祝香港回归二十五周年（2022年）的献礼剧，讲述香港西九龙分区衝鋒隊33号冲锋车上的五名新老警员的成长故事，由陳文強、馬焱編劇，蘇萬聰執導。2021年11月，完成网络影视剧拍摄备案，更名为《守诚者》。但自2022年2月後便沒有下聞，當時消息指主要演員有張智霖及曾舜晞，任達華因檔期不合而辭演。
2023年再出現本劇開拍的消息，仍然以衝鋒隊為題材，編劇陳文強、馬焱仍保留在名單並加入其他編劇，導演換上羅永昌、劉順安，張智霖及曾舜晞不再在演員名單，主演換上陳小春、李治廷等人，曾辭演的任達華亦有參演，亦是李治廷自成名作《歲月神偷》後再與任達華合作。2025年7月3日在爱奇艺平台首播（香港回歸二十八周年的兩日後）。

## 演员列表
| 演员   | 角色       | 简介                                          |
| ------ | ---------- | --------------------------------------------- |
| 陳小春 | 何浩輝     | 本為「O記三虎」之一，因行動失誤而被調往衝鋒隊 |
| 任達華 | 趙紹棠     | 衝鋒隊資深警員                                |
| 李治廷 | 邵子俊     | 衝鋒隊年輕警員                                |
| 湯加文 | 梁婉婷     | 衝鋒隊年輕女警                                |
| 成家宏 | 謝庭威     | 衝鋒隊印度裔警員                              |
| 何潤東 | 周雄       | 東南亞犯罪集團首腦，悍匪                      |
| 韓雪   | 林蔚言     | 記者                                          |
| 李子雄 | 霍啟泉     | 「O記三虎」之一，何浩輝師父                   |
| 黃嘉樂 | 陳耀揚     | 「O記三虎」之一，何浩輝師弟                   |
| 熊黛林 | 蔡卓欣     | 與案情發展關係密切的神秘女子                  |
| 李麗珍 | 紅姐       | 趙紹棠之妻                                    |
| 艾威   | 阮處長     |                                               |
| 張國強 | 邵峰       |                                               |
| 伍詠薇 | 韋志玲     |                                               |
| 吳嘉龍 | 蔣坤       |                                               |
| 沈震軒 | 阿肯       |                                               |
| 湯鎮業 | 林濤       |                                               |
| 陳惠敏 | 鍾伯       |                                               |
| 李霖恩 | 關正中     | 衝鋒隊資深警員                                |
| 羅頌欣 | 欣欣       | 衝鋒隊年輕女警                                |
| 冼康正 | 阿正       |                                               |
| 黎峻   | 阿峻       |                                               |
| 隋凯   | 戈登       |                                               |
| 李子雄 | 霍启泉     |                                               |
| 李墨之 | 周太太     |                                               |
| 滕丽名 | 梁婉婷母亲 |                                               |
| 陈尉萌 | 钟岚君     |                                               |
| 陈国邦 | 汪东凯     |                                               |
| 何慈茵 | 安娜       |                                               |
| 冯素波 | 郝姿       |                                               |
| 鲁文杰 | 程沛基     |                                               |
| 李霖恩 | 关正中     |                                               |
| 黄栢文 | 黄庆隆     |                                               |
| 唐嘉麟 | 八皮       |                                               |
| 吴瑞庭 | 姜议员     |                                               |
| 潘艺桐 | 关颖       |                                               |
| 菁玮   | 汪东凯秘书 |                                               |
| 炜烈   | 梁公子     |                                               |

## 音樂
主題曲《同袍》，粵語版由譚詠麟主唱，國語版由刘宇宁主唱。

## 外部連結
- 豆瓣电影上《守诚者》的資料 （简体中文）